# Реальный сектор экономики
Реа́льный се́ктор эконо́мики (РСЭ) — совокупность отраслей экономики, производящих материальные и нематериальные товары и услуги, за исключением финансово-кредитных и биржевых операций.
Термин не имеет чёткого законодательного определения. Часто используется в политической лексике и публицистике без конкретизации смысла. Начало активного использования относится примерно к 1998 году. Примером может служить программа 1999 года «О развитии реального сектора экономики России» Общероссийской политической общественной организации «Отечество».
Многие авторы под реальным сектором подразумевают лишь сферу материального производства и не относят к нему услуги, торговлю, науку.